# ريس بينيت
ريس بينيت (بالإنجليزية: Rhys Bennett)‏ (1 سبتمبر 1991 في المملكة المتحدة - ) هو لاعب كرة قدم بريطاني في مركز الدفاع. لعب مع بولتون واندررز ونادي روتشديل ونادي فالكيرك.

## وصلات خارجية
- ريس بينيت على موقع قاعدة بيانات كرة القدم.إي يو (الإنجليزية)
- ريس بينيت على موقع Soccerbase.com (لاعب) (الإنجليزية)